# Piqué
Pour les articles homonymes, voir Piqué (homonymie).

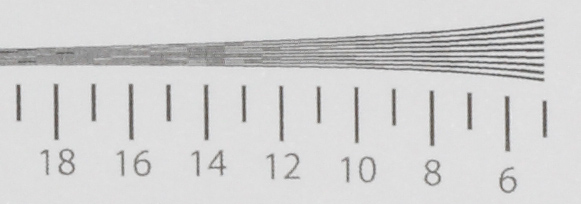
Mire de test de piqué.

Le piqué ou acutance est une notion utilisée en photographie et au cinéma pour désigner la qualité de détail d'une image. Plus le piqué d'une image sera important, plus l'impression de netteté sera grande.
On associe généralement le piqué à la résolution de l'image, alors que cette notion concerne plus largement la capacité d'un équipement de prise de vue à faire ressortir les détails.
Sur une pellicule photographique, le piqué est exprimé en traits/mm, c’est-à-dire le nombre de traits noirs qu'il est possible de distinguer avec un contraste suffisant. 
En vidéo, la même notion est exprimée par le nombre de lignes TV. 
Le piqué correspond généralement aux performances d'un ensemble pellicule/caméra/objectif.

## Description physique
La notion de piqué est associée à la transmission des hautes fréquences spatiales par le système optique. Ce sont les hautes fréquences spatiales qui donnent à l'image sa précision et sa netteté.
Pour mesurer le piqué d'un point de vue optique, on utilise souvent le critère de la MTF qui caractérise le contraste en fonction de la fréquence spatiale.

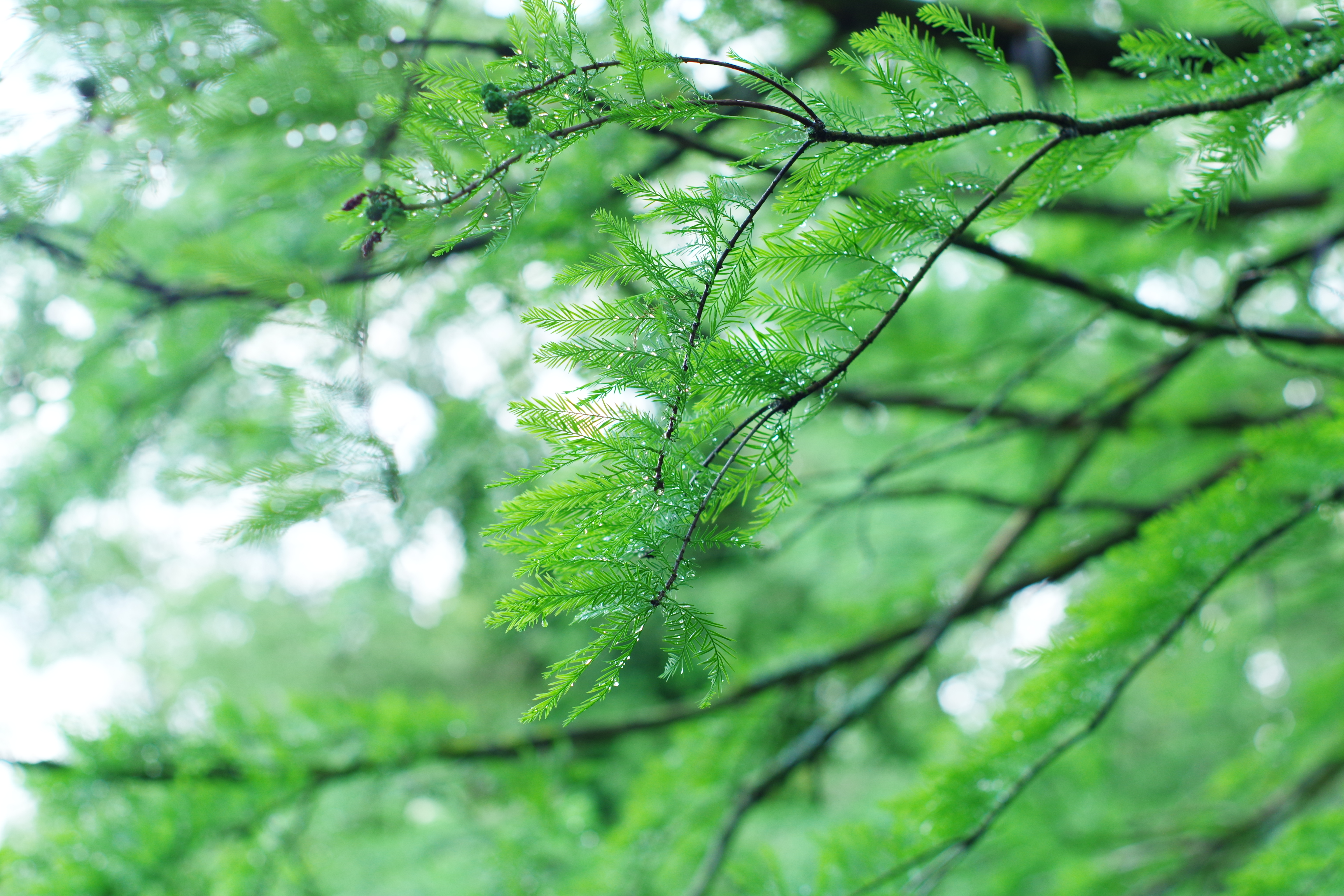
Exemple d'image fortement piquée. Elle n'est pas retraitée numériquement. Cliquez pour la voir en taille 100 %.

Le piqué d'une image s'évalue physiquement à 100 % de sa taille. Pour autant le piqué peut être ressenti sur une image redimensionnée.

## Amélioration du piqué

### Optique
Lors de la conception d'un objectif, l'ajout de contraintes autres que le piqué a tendance naturellement à le diminuer : limitation du prix, focale extrême (très grands angles ou long téléobjectifs), zoom (a fortiori de forte amplitude), compacité, voire parfois luminosité et même aptitude à la macrophotographie.
Le choix du diaphragme est aussi un facteur essentiel. Même s'il existe de nombreuses exceptions et variantes (en particulier pour les valeurs des ouvertures citées), on observe souvent le comportement suivant au fur et à mesure que l'on ferme le diaphragme :
- le piqué au centre n'est pas optimal à pleine ouverture (sauf parfois pour les petits formats ou les objectifs peu lumineux), et encore plus faible sur les bords ;
- il atteint son maximum au centre à f/5.6  (optimal pour un sujet isolé proche du centre... mais le sujet se détache moins du fond qu'à pleine ouverture) ;
- il baisse un peu au centre mais augmente sur les bords à f/8, ce qui rend le piqué très homogène (optimal pour un sujet étendu comme certains paysages) ;

- ensuite le piqué global ne fait plus que baisser. S'il est encore bon à f/11, cela devient limite à f/16, mauvais à f/22 et catastrophique à f/32.  Attention : ces dernières ouvertures ont néanmoins leur intérêt, quand on recherche une grande profondeur de champ (la macro étant l'exemple typique) et que la contrainte sur le piqué est faible (choix artistique, petit format en sortie, comme pour une illustration technique sur le net).

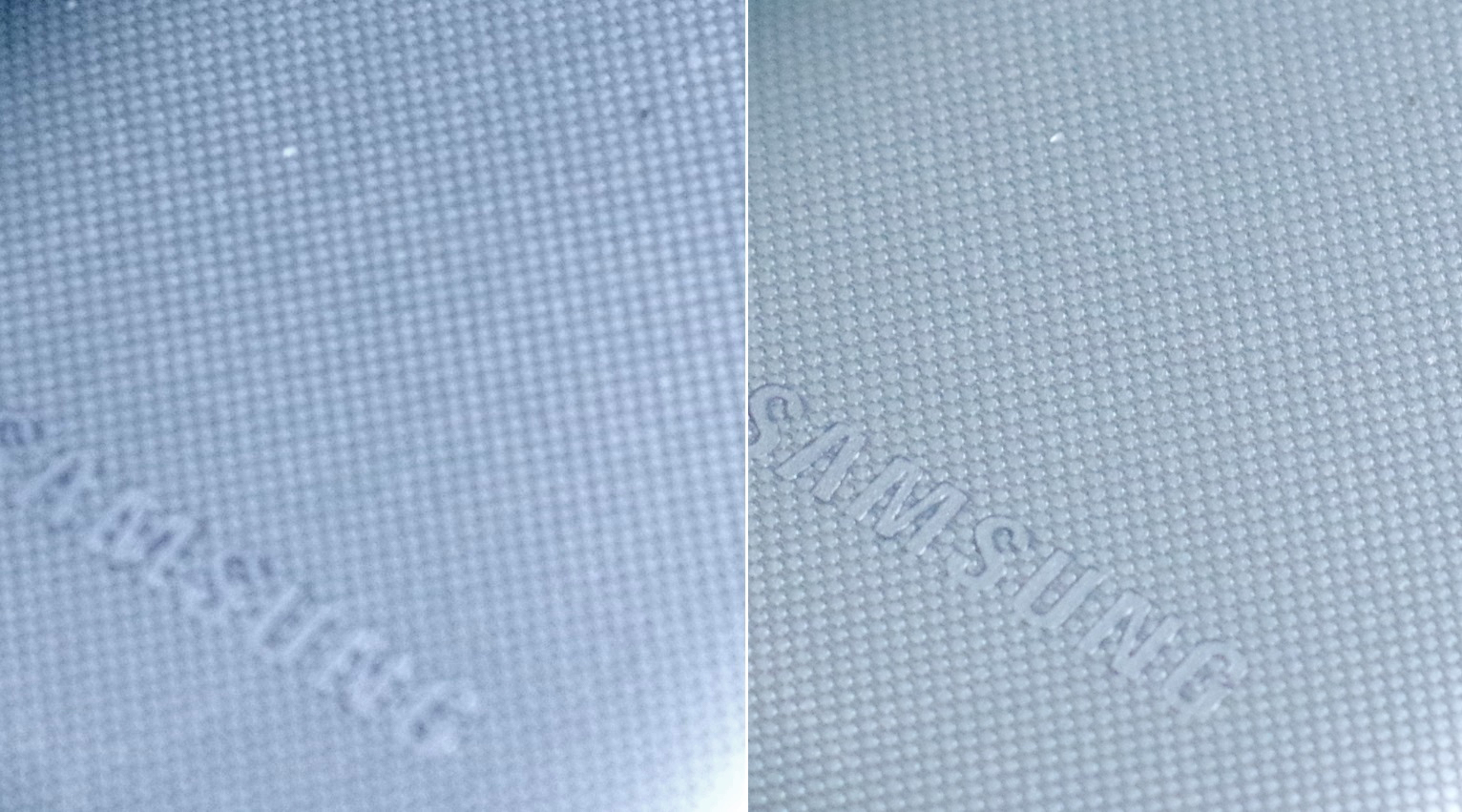
Comparaison du piqué sur un détail de téléphone portable. L'image de gauche est prise avec un objectif 18-55 utilisé à 50 mm et diaphragmé à f/5.6 tandis que l'image de droite est prise avec une focale fixe 50 mm diaphragmée à f/5.6. Temps de pose et exposition sont par ailleurs identiques.

### Numérique
De nombreux logiciels permettent une accentuation des détails de l'image. Il s'agit souvent d'une augmentation du contraste de l'image à un niveau local.
Une des techniques les plus utilisées est celle du masque flou.

## Objectifs photographiques et piqué
La recherche du piqué en photographie n'est pas systématique. Les portraits sont parfois faits avec des objectifs peu piqués pour ne pas accentuer les défauts du visage. Au contraire, en photographie macro, le piqué est impératif.